# Étienne Binet
Étienne Binet (Digione, 1569 – Parigi, 14 luglio 1639) è stato un gesuita e letterato francese, fu Rettore in molte sedi del suo Ordine.

## Alcune opere
Nel 1615 scrisse Fiori dal Salmo , nel 1616 Consolazione e gioia per il malato e afflitto, nel 1621 scrisse Essai des merveilles de nature et des plus nobles artifices ; nel 1622 compilò la Vita di Sant'Ignazio e la Vita di San Francesco Saverio. 
Nel 1627 scrisse L'uomo ricco salvato dal cancello dorato del cielo: motivi e importanza di far l'elemosina poi, nel 1632, compilò la Vita di Santa Aldegonda , seguita da Maria, Capolavoro di Dio ( 1634 ).
Scrisse Favori divini dati a San Giuseppe  ( 1639 ) e un libro sul Purgatorio.